# Sarracenia leucophylla
Sarracenia leucophylla Raf., 1817 è una pianta carnivora appartenente alla famiglia delle Sarraceniacee.

## Descrizione

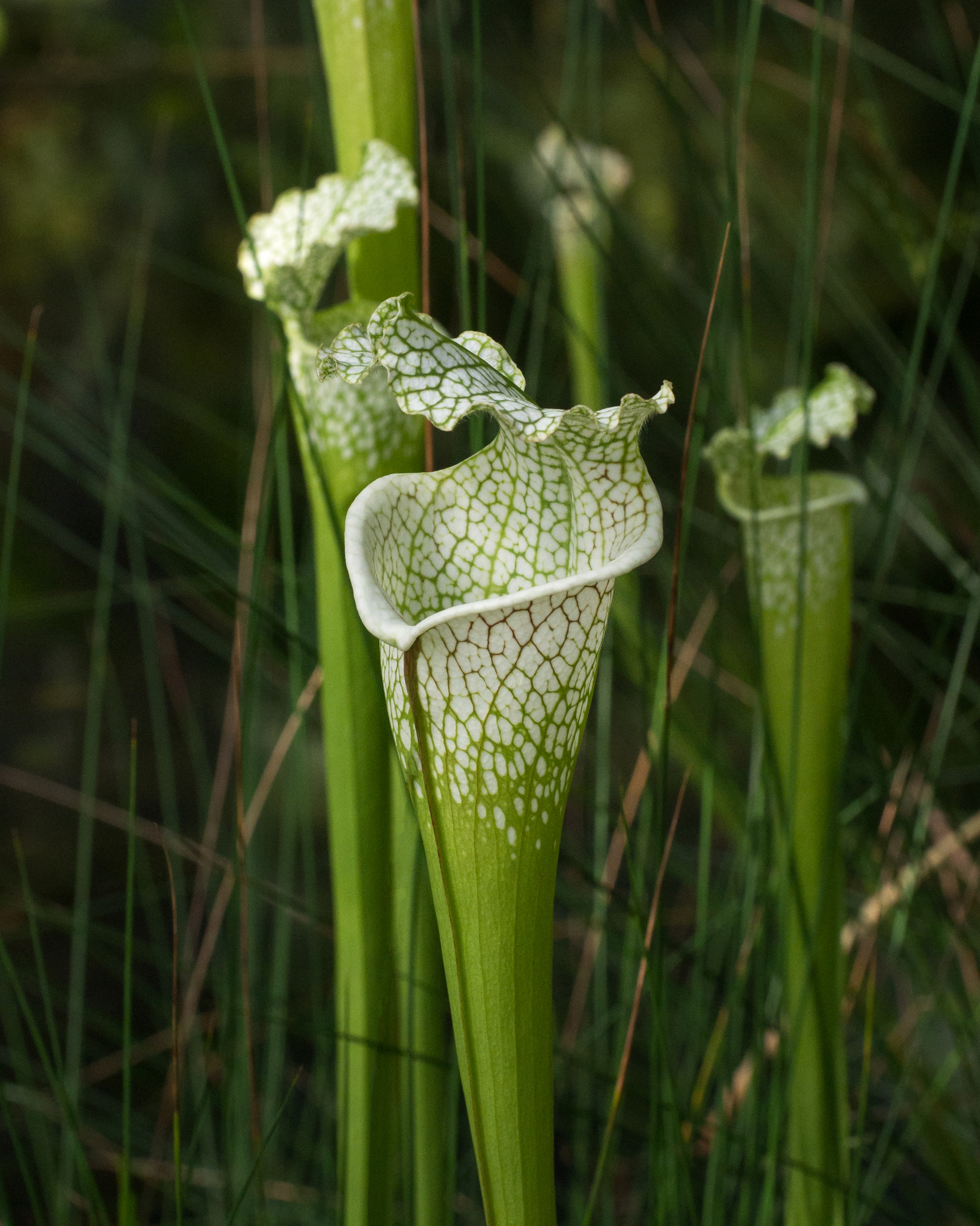

È caratterizzata dal fatto di avere gli ascidi di color bianco alla sommità, da cui appunto il nome (leuco = bianco). Il ciclo vegetativo è simile a quello delle altre Sarracenia. La pianta vegeta da marzo a novembre, con la peculiarità di produrre gli ascidi più belli e vigorosi nella stagione autunnale. Il portamento di questa pianta è rizomatoso: questi organi (rizomi) che altro non sono che fusti modificati, possono essere più o meno sotterranei e servono per immagazzinare sostanze nutritive che verranno poi utilizzate dalla pianta come sostanze "starter" in primavera.

## Distribuzione e habitat
La specie è endemica degli Stati Uniti sud-orientali (Alabama, Florida, Georgia e Missouri).

## Conservazione
La Lista rossa IUCN classifica Sarracenia leucophylla come specie vulnerabile.

## Coltivazione
Questa pianta va coltivata in substrato composto da torba acida di sfagno e perlite o ghiaia di quarzo (altri inerti vanno comunque bene, purché non calcarei) e deve essere esposta al pieno sole per fare sì che le foglie diventino bianche. All'ombra cresce molto stentata. Necessita di riposo invernale con temperatura attorno ai 5 °C e di un terreno sempre zuppo perché è una pianta palustre. Tollera il gelo e anche temperature molto rigide, tuttavia gelate prolungate possono causare danni per disidratazione. Necessita di un vaso abbastanza grande perché cresce molto rapidamente e con i vigorosi rizomi colonizza rapidamente il vaso. Come ogni altra pianta carnivora adora l'acqua piovana e, in assenza, acqua demineralizzata (è fondamentale comunque non utilizzare acqua del rubinetto, che potrebbe portare anche alla morte della pianta).